# Тайна Санта-Виттории
«Тайна Санта-Виттории» (англ. The Secret of Santa Vittoria) — комедийный художественный фильм режиссёра Стэнли Крамера, вышедший на экраны в 1969 году. Экранизация одноимённого романа Роберта Крайтона.

## Сюжет
Санта-Виттория — маленький итальянский городок. Недотёпа Итало Бомболини неожиданно становится мэром, но его прогоняет из дому собственная жена. Итальянский фашизм пал, но в город войдут немецкие оккупанты.

## В ролях
- Энтони Куинн — Итало Бомболини
- Анна Маньяни — Роза
- Вирна Лизи — Катерина Малатеста
- Харди Крюгер — гауптман фон Прум
- Серджо Франки — Туфа
- Ренато Рашель — Баббалуче
- Джанкарло Джаннини — Фабио
- Эдуардо Чианнелли — Луиджи
- Патриция Валтурри — Анджела
- Леопольдо Триесте — Витторини
- Курт Лоуэнс — полковник Шеер

## Награды и номинации
- 1970 — две номинации на премию «Оскар» за лучшую оригинальную музыку (Эрнест Голд) и за лучший монтаж (Уильям Лайон, Эрл Хердан).
- 1970 — премия «Золотой глобус» за лучший фильм (комедию или мюзикл) года, а также пять номинаций: лучший режиссёр (Стэнли Крамер), лучший актёр — комедия или мюзикл (Энтони Куинн), лучшая актриса — комедия или мюзикл (Анна Маньяни), лучшая оригинальная музыка (Эрнест Голд), лучшая оригинальная песня («Stay», музыка Эрнеста Голда, слова Нормана Гимбела).